# 奥内堡
奥内堡（法語：Onet-le-Château，法語發音：[ɔnɛ lə ʃato]），法国南部城市，奥克西塔尼大区阿韦龙省的一个市镇，隶属于罗德兹区，其市镇面积为40.2平方公里，2022年1月1日时人口数量为12,062人，在法国城市中排名第838位。
奥内堡位于阿韦龙省中部，阿韦龙河右岸，省会罗德兹市区以北，是罗德兹的一个近郊卫星城，其境内建有新兴居民区及大型商业街区。罗德兹足球俱乐部的注册地位于奥内堡。

## 地名来源

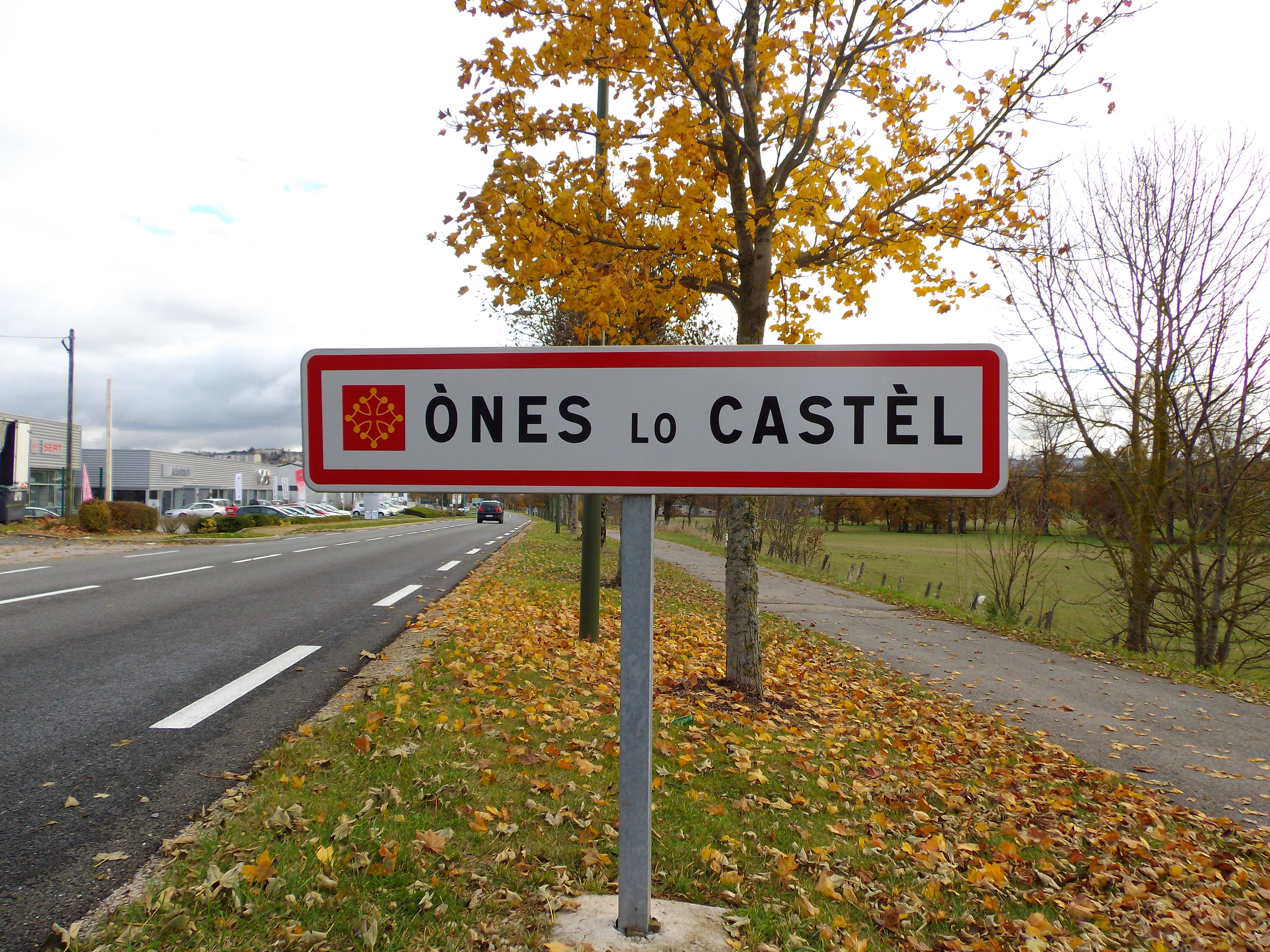
奥内堡的奥克语入城路牌

“Onet”一名可能出自高卢语“onna”或拉丁语“unna”，意为“水”；“-le-Château”这一后缀自1837年起成为当地官方名称的一部分。在法国大革命期间，奥内堡曾先后被更名为“Onet la Plaine”及“Onet-la-Montagne”。
奥内堡所处区域历史上曾通行奥克语，“Onet-le-Château”在奥克语Openstreetmap中对应的拼写为“Ònes lo Castèl”，在同语言的维基百科中则标记为“Ònes”。

## 历史

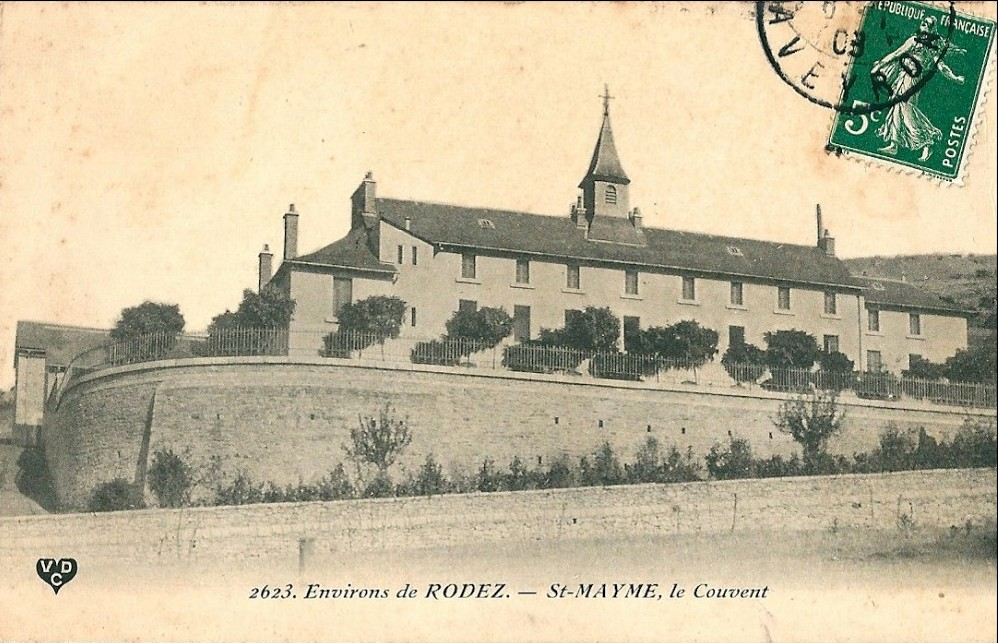
20世纪初的圣迈姆教会

奥内堡的早期历史尚不清楚。根据当地官方网站的论述，奥内堡在公元前五世纪就已形成聚落，古典时期，当地为吕泰纳人的活动范围。中世纪时，奥内长期为鲁埃格地区的一处普通农业村落，罗德兹教区的法政牧师在此兴建城堡作为第二居所。18世纪时，奥内堡曾分属于多个堂区。法国大革命后，利穆、圣迈姆和圣马丁德利穆兹（Saint-Martin de Limouze）三个堂区的部分区域合并组建为奥内堡，后者成为阿韦龙省的一个市镇。1837年7月3日，勒科斯迪斯、利穆、圣迈姆、瓦布尔、卡巴尼奥勒、弗卢瓦拉克和皮埃什博雷斯七个市镇同时整体并入奥内堡。20世纪后，得益于罗德兹的城市扩张，奥内堡人口数量逐年增加，当地兴建了集中式居民区及商业中心。1963年，奥内堡镇中心新建了手工艺者圣约瑟夫教堂。1992年，奥内堡城堡被列为法国历史文化遗产单位。

## 地理

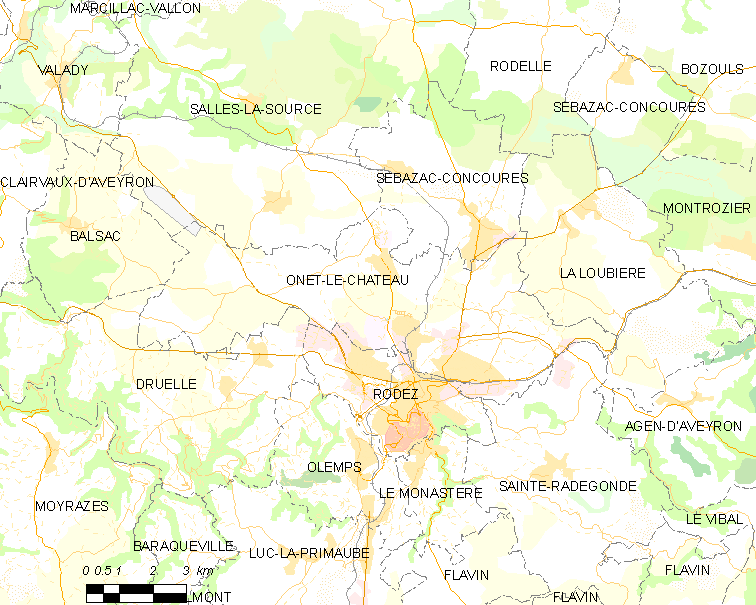
奥内堡市镇范围地图

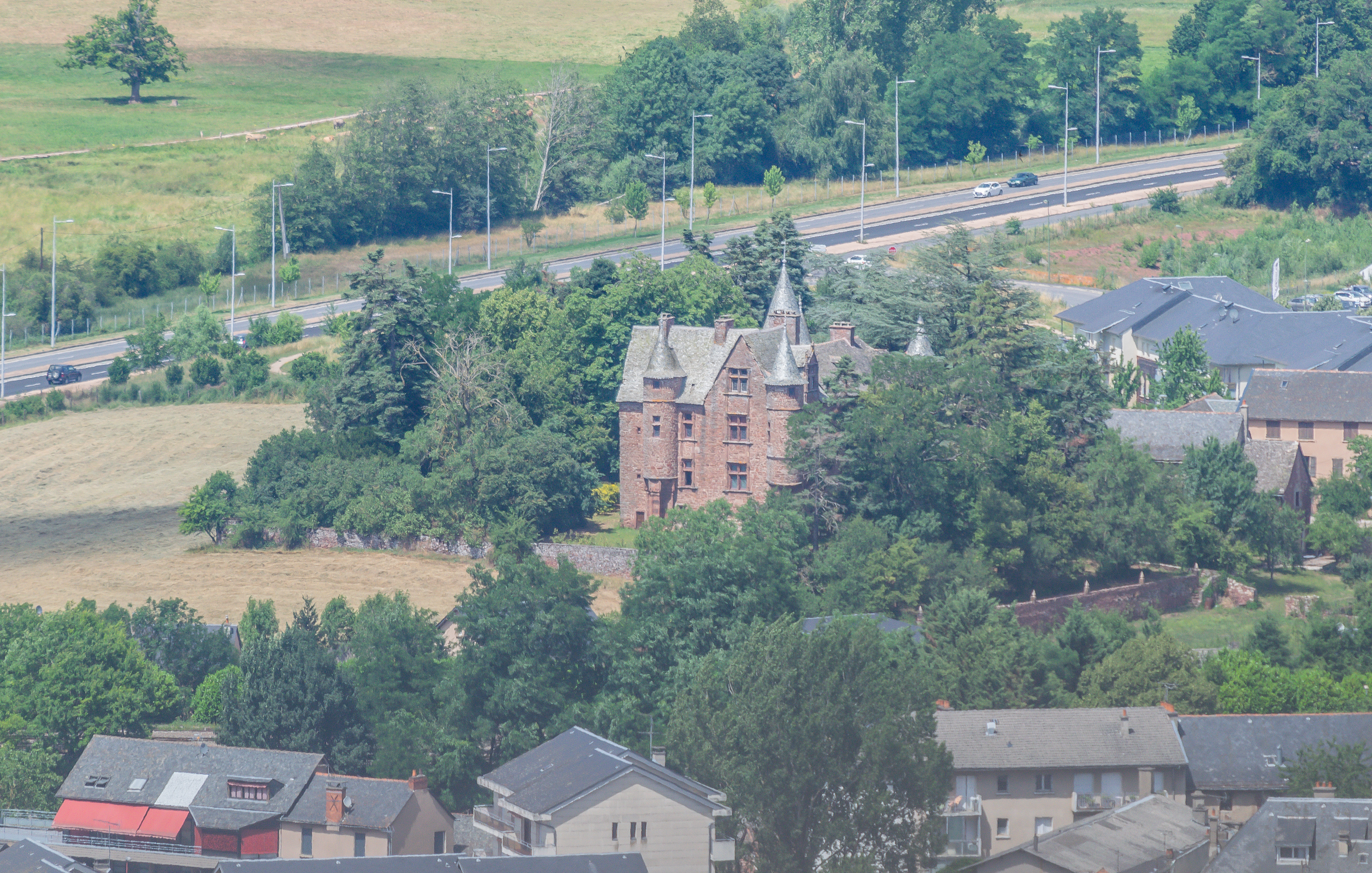
卡纳克城堡及附近的绿地

奥内堡位于法国南部，奥克西塔尼大区北部和阿韦龙省中部，距离省会罗德兹市中心大约3公里。与奥内堡接壤的市镇包括：萨勒拉苏尔斯、塞巴扎克-孔库雷斯、拉卢比耶尔、德吕埃勒-巴尔萨克、罗德兹和圣拉德贡德。

### 地形
奥内堡位于法国中央高原腹地，大科斯山的西北延伸地带，境内以浅丘为主，整体地势自南向北略有抬升，全境海拔在524到631米之间。

### 水文
奥内堡位于加龙河流域范围内，阿韦龙河自东向西流经市镇东南界，欧泰尔讷河、丰唐日溪、伊斯溪（ruisseau d'Is）等右岸支流流经镇中心。

### 植被
奥内堡属于温带阔叶混交林区，林地散落分布于河流附近。
在鲜花城市的评比中，奥内堡暂未被评级。

### 气候
奥内堡在柯本气候分类法中属于带有山地气候特征的温带海洋性气候（Cfb）。
距离奥内堡最近的常年气象站位于马西亚克瓦隆境内，以下为该气象站的数据：
| 马西亚克瓦隆-罗德兹机场 1981年－2019年 | 马西亚克瓦隆-罗德兹机场 1981年－2019年 | 马西亚克瓦隆-罗德兹机场 1981年－2019年 | 马西亚克瓦隆-罗德兹机场 1981年－2019年 | 马西亚克瓦隆-罗德兹机场 1981年－2019年 | 马西亚克瓦隆-罗德兹机场 1981年－2019年 | 马西亚克瓦隆-罗德兹机场 1981年－2019年 | 马西亚克瓦隆-罗德兹机场 1981年－2019年 | 马西亚克瓦隆-罗德兹机场 1981年－2019年 | 马西亚克瓦隆-罗德兹机场 1981年－2019年 | 马西亚克瓦隆-罗德兹机场 1981年－2019年 | 马西亚克瓦隆-罗德兹机场 1981年－2019年 | 马西亚克瓦隆-罗德兹机场 1981年－2019年 | 马西亚克瓦隆-罗德兹机场 1981年－2019年 |
| 月份                                   | 1月                                    | 2月                                    | 3月                                    | 4月                                    | 5月                                    | 6月                                    | 7月                                    | 8月                                    | 9月                                    | 10月                                   | 11月                                   | 12月                                   | 全年                                   |
| -------------------------------------- | -------------------------------------- | -------------------------------------- | -------------------------------------- | -------------------------------------- | -------------------------------------- | -------------------------------------- | -------------------------------------- | -------------------------------------- | -------------------------------------- | -------------------------------------- | -------------------------------------- | -------------------------------------- | -------------------------------------- |
| 历史最高温 °C（°F）                    | 18.9 (66.0)                            | 23.5 (74.3)                            | 25 (77)                                | 28.8 (83.8)                            | 33.1 (91.6)                            | 38.9 (102.0)                           | 39.5 (103.1)                           | 38.9 (102.0)                           | 35.6 (96.1)                            | 28.5 (83.3)                            | 25.8 (78.4)                            | 21 (70)                                | 39.5 (103.1)                           |
| 平均高温 °C（°F）                      | 6.8 (44.2)                             | 8.1 (46.6)                             | 11.5 (52.7)                            | 14.2 (57.6)                            | 18.4 (65.1)                            | 22.3 (72.1)                            | 25.6 (78.1)                            | 25.3 (77.5)                            | 21.2 (70.2)                            | 16.4 (61.5)                            | 10.5 (50.9)                            | 7.6 (45.7)                             | 15.7 (60.3)                            |
| 日均气温 °C（°F）                      | 3.1 (37.6)                             | 3.8 (38.8)                             | 6.6 (43.9)                             | 9.1 (48.4)                             | 13.1 (55.6)                            | 16.6 (61.9)                            | 19.4 (66.9)                            | 19.2 (66.6)                            | 15.6 (60.1)                            | 11.9 (53.4)                            | 6.6 (43.9)                             | 3.9 (39.0)                             | 10.7 (51.3)                            |
| 平均低温 °C（°F）                      | −0.7 (30.7)                            | −0.4 (31.3)                            | 1.8 (35.2)                             | 4.1 (39.4)                             | 7.8 (46.0)                             | 11 (52)                                | 13.3 (55.9)                            | 13.1 (55.6)                            | 10 (50)                                | 7.5 (45.5)                             | 2.8 (37.0)                             | 0.2 (32.4)                             | 5.9 (42.6)                             |
| 历史最低温 °C（°F）                    | −25.2 (−13.4)                          | −16.1 (3.0)                            | −14.5 (5.9)                            | −6.2 (20.8)                            | −2.7 (27.1)                            | 1.3 (34.3)                             | 3 (37)                                 | 2 (36)                                 | −2 (28)                                | −6.1 (21.0)                            | −11.5 (11.3)                           | −13.2 (8.2)                            | −25.2 (−13.4)                          |
| 平均降水量 mm（）                      | 73.6 (2.90)                            | 59.7 (2.35)                            | 66.7 (2.63)                            | 90.1 (3.55)                            | 97.1 (3.82)                            | 72.9 (2.87)                            | 47.4 (1.87)                            | 63.2 (2.49)                            | 77 (3.0)                               | 83.2 (3.28)                            | 81 (3.2)                               | 82.3 (3.24)                            | 894.2 (35.20)                          |
| 月均日照時數                           | 63.6                                   | 89.5                                   | 125.9                                  | 194.7                                  | 211.8                                  | 249.9                                  | 187.4                                  | 263.5                                  | 214.6                                  | 183.2                                  | 68.3                                   | 87.2                                   | 1,939.6                                |
| 来源：infoclimat.fr                    |                                        |                                        |                                        |                                        |                                        |                                        |                                        |                                        |                                        |                                        |                                        |                                        |                                        |

## 行政区划
奥内堡的市镇编号为12176，邮政编号为12000。
在行政管理方面，奥内堡隶属于法国奥克西塔尼大区阿韦龙省罗德兹区；在地方选举方面，奥内堡隶属于罗德兹-奥内县，其市镇范围全境被划入阿韦龙省第一选区；在社会管理方面，奥内堡是罗德兹城市圈公共社区的组成部分。
奥内堡市镇范围内的四季街区（Quatre Saisons）为城市政策优先街区。
法国国家统计与经济研究所（简称）在进行数据统计时，将奥内堡及相邻的另外四个市镇设为罗德兹城市核心区，并将包括核心区在内的周边共38个市镇划为罗德兹城市区。自2020年起，罗德兹城市区被包含68个市镇的罗德兹城市辐射区代替。此外，还将奥内堡市镇分为了六个“块区”（IRIS），以便于统计人口分布情况。

## 交通

### 公路
法国国道N88线和阿韦龙省省道D85线、D217线、D598线、D840线、D901线、D988线、D994线在奥内堡境内交汇。奥克西塔尼大区城际客运提供途径奥内堡的城际巴士线路，可前往埃斯帕利永。
| 42 | 46 |

| 罗德兹 | 4 |

| 塞韦拉克 | 45 |

| 埃斯帕利永 | 28 |

2019年，83.1%的奥内堡家庭拥有至少一辆私人汽车。2021年，奥内堡境内共发生各类交通事故9起，造成13人受伤，其中7人重伤。

### 铁路

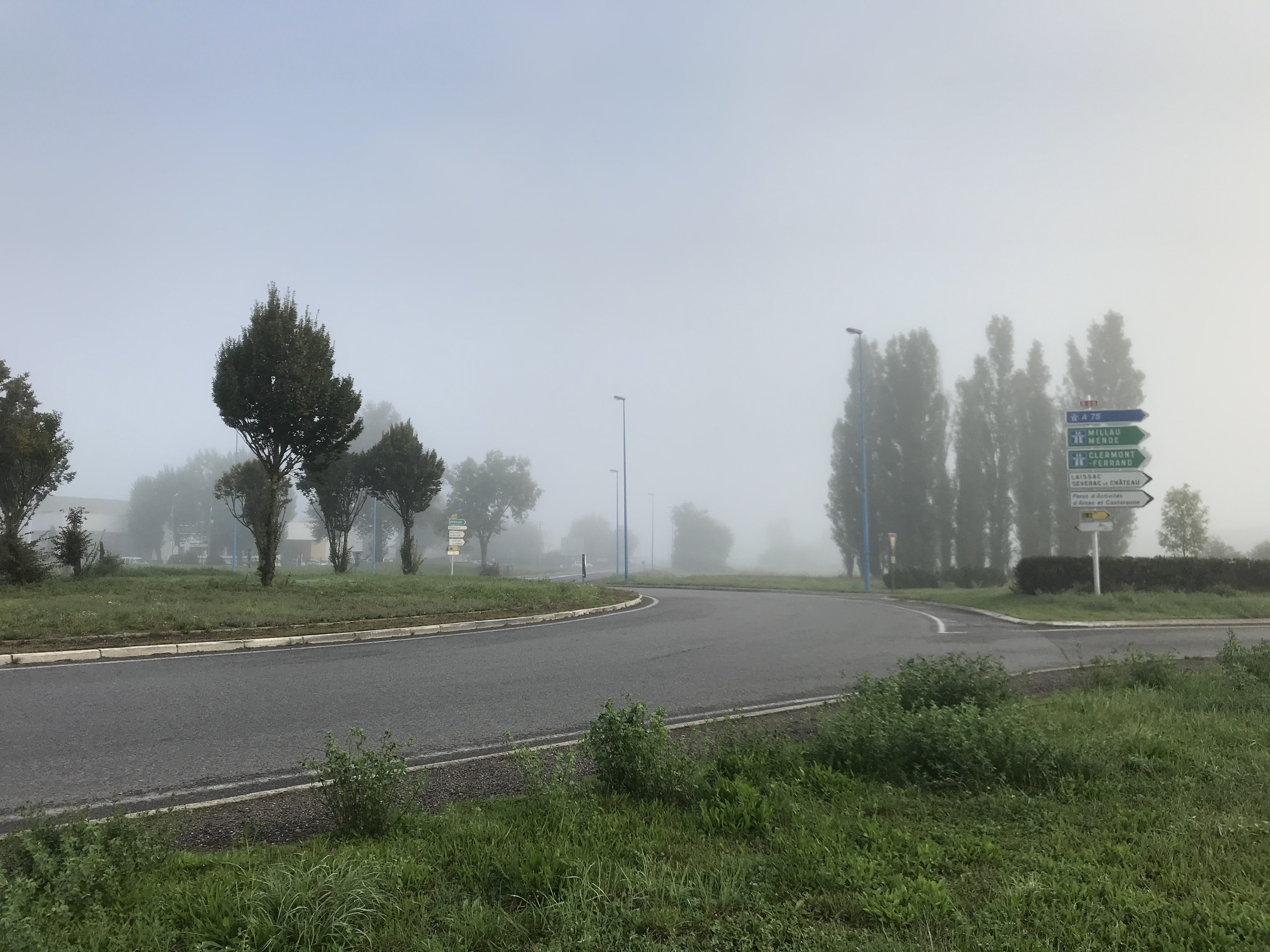
国道N88线环岛

距离奥内堡最近的铁路车站为2公里外的罗德兹站，该站停靠前往布里夫和图卢兹两个方向的区域列车，每晚还开行一趟直通巴黎的夜班城际列车。

### 航空
距离奥内堡最近的民用航空站为12公里外的罗德兹机场。

### 城市公共交通
奥内堡是罗德兹城市公共交通（商业名称为）的服务范围。截至2023年9月，该系统共包括十余条公交线路，其中公交A线、D线、F线、G线、S线及节假日线经过奥内堡市镇范围内。

## 政治

### 市政内阁
奥内堡的现任市长为让-菲利普·凯罗斯利安先生（Jean-Philippe KEROSLIAN），他是一名右翼无党派人士，在2020年的市政选举中获得了63.27%的支持率。
| 奥内堡历届市长 | 奥内堡历届市长                                 | 奥内堡历届市长                               |
| 任期           | 市长                                           | 党派                                         |
| -------------- | ---------------------------------------------- | -------------------------------------------- |
| 1945年－1947年 | Paul BONNET 保罗·博内                          | 不详                                         |
| 1947年－1953年 | Albert MERAVILLES 阿尔贝·梅拉维尔              | 不详                                         |
| 1953年－1965年 | Roland BOSCARY-MONSSERVIN 罗朗·博斯卡里-蒙塞万 | CNIP全国独立人士与农民中心                   |
| 1965年－1977年 | Paul CAUSSE 保罗·科斯                          | 不详                                         |
| 1977年－2001年 | François REY 弗朗索瓦·雷伊                     | UDF法国民主联盟                              |
| 2001年－2014年 | Fabrice GENIEZ 法布里斯·热尼耶                 | PS社会党                                     |
| 2014年－       | Jean-Philippe KEROSLIAN 让-菲利普·凯罗斯利安   | UDI民主人士和独立人士联盟 →DVD右翼无党派人士 |

### 各级选举
| 奥内堡历届投票选举结果 | 奥内堡历届投票选举结果 | 奥内堡历届投票选举结果 | 奥内堡历届投票选举结果 | 奥内堡历届投票选举结果                | 奥内堡历届投票选举结果 | 奥内堡历届投票选举结果 | 奥内堡历届投票选举结果                | 奥内堡历届投票选举结果 | 奥内堡历届投票选举结果 |
| 选举项目               | 选举范围               | 选区单位               | 选区单位内的选举结果   | 选区单位内的选举结果                  | 选区单位内的选举结果   | 选区单位内的选举结果   | 选区单位内的选举结果                  | 选区单位内的选举结果   | 参考资料               |
| 选举项目               | 选举范围               | 选区单位               | 第一轮胜出者           | 第一轮胜出者                          | 支持率                 | 第二轮胜出者           | 第二轮胜出者                          | 支持率                 | 参考资料               |
| ---------------------- | ---------------------- | ---------------------- | ---------------------- | ------------------------------------- | ---------------------- | ---------------------- | ------------------------------------- | ---------------------- | ---------------------- |
| 2017年法國總統選舉     | 法國                   | 市镇                   |                        | 埃马纽埃尔·马克龙                     | 29.11%                 |                        | 埃马纽埃尔·马克龙                     | 78.21%                 | [ 24 ]                 |
| 2017年法国立法选举     | 阿韦龙省第一选区       | 市镇                   |                        | 斯特凡纳·马扎尔                       | 48.28%                 |                        | 斯特凡纳·马扎尔                       | 71.37%                 | [ 24 ]                 |
| 2019年欧洲议会选举     | 法國                   | 市镇                   |                        | 纳塔莉·卢瓦索                         | 28.34%                 | （不适用）             | （不适用）                            | （不适用）             | [ 26 ]                 |
| 2021年法国省级选举     | 阿韦龙省               | 县                     |                        | 瓦莱丽·阿巴迪-罗克 让-菲利普·阿比纳尔 | 50.16%                 |                        | 瓦莱丽·阿巴迪-罗克 让-菲利普·阿比纳尔 | 58.13%                 | [ 27 ]                 |
| 2021年法国省级选举     | 阿韦龙省               | 市镇                   |                        | 瓦莱丽·阿巴迪-罗克 让-菲利普·阿比纳尔 | 51.83%                 |                        | 瓦莱丽·阿巴迪-罗克 让-菲利普·阿比纳尔 | 58.54%                 | [ 27 ]                 |
| 2021年法国大区选举     | 奧克西塔尼大區         | 市镇                   |                        | 卡萝尔·德尔加                         | 35.82%                 |                        | 卡萝尔·德尔加                         | 55.28%                 | [ 28 ]                 |
| 2022年法国总统选举     | 法國                   | 市镇                   |                        | 埃马纽埃尔·马克龙                     | 30.61%                 |                        | 埃马纽埃尔·马克龙                     | 66.91%                 | [ 24 ]                 |
| 2022年法国立法选举     | 阿韦龙省第一选区       | 市镇                   |                        | 斯特凡纳·马扎尔                       | 41.19%                 |                        | 斯特凡纳·马扎尔                       | 59.04%                 | [ 24 ]                 |

## 人口
2020年，奥内堡市镇人口数量为11,797，在法国排名第838位。其中男性5,688人，女性5,977人，75岁及以上人口占8.5%，外籍人口数量为1,043人，人口密度为293人/平方公里，当地居民被称为（男性）或（女性）。2020年，奥内堡境内出生130人，死亡人口84人。
| 奥内堡1901年－2020年人口变化情况 |
|                                  |
| 数据来源：Cassini、INSEE         |

## 经济

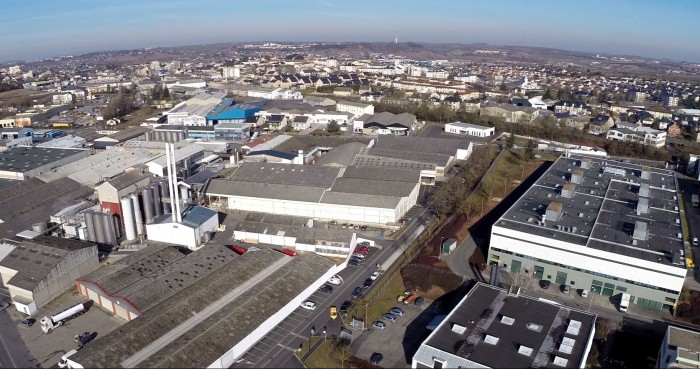
一处工业区

奥内堡是一个区域性的中心城市。截至2023年9月，奥内堡市镇范围内共有各类用人单位（包含自雇）1,750家，平均历史为16年，其中95.15%为中小型企业（PME），2023年7月至9月间，当地的经济活力指数为0.4%。（大型零售）、（汽车销售）及（奶制品）是当地2021年营业额最高的三个企业，分别为108,042,937欧元、51,140,440欧元和48,401,630欧元。

## 财政与居民收入
2021年，奥内堡的财政收入总额为13,634,700欧元，财政支出总额为11,504,400欧元，当年的债务总额为5,779,550欧元。2021年，奥内堡市镇通过增值税获得607,980欧元的收入，此外当地还共获得了467,410欧元的国家直接财政补助。
2019年，奥内堡的人均月收入总额为2,094欧元，其中高级职员为3,738欧元，低于法国平均水平（4,230欧元）；中级职员为2,281欧元，低于法国平均水平（2,411欧元）；普通职员为1,685欧元，伊低于法国平均水平（1,740欧元）。
2020年，奥内堡境内的贫困率为15%，青壮年（15至64岁）失业率为9.6%；2022年，当地48.0%的家庭拥有纳税资格，平均纳税3,627欧元，低于法国平均水平（4,393欧元）。

## 社会事务

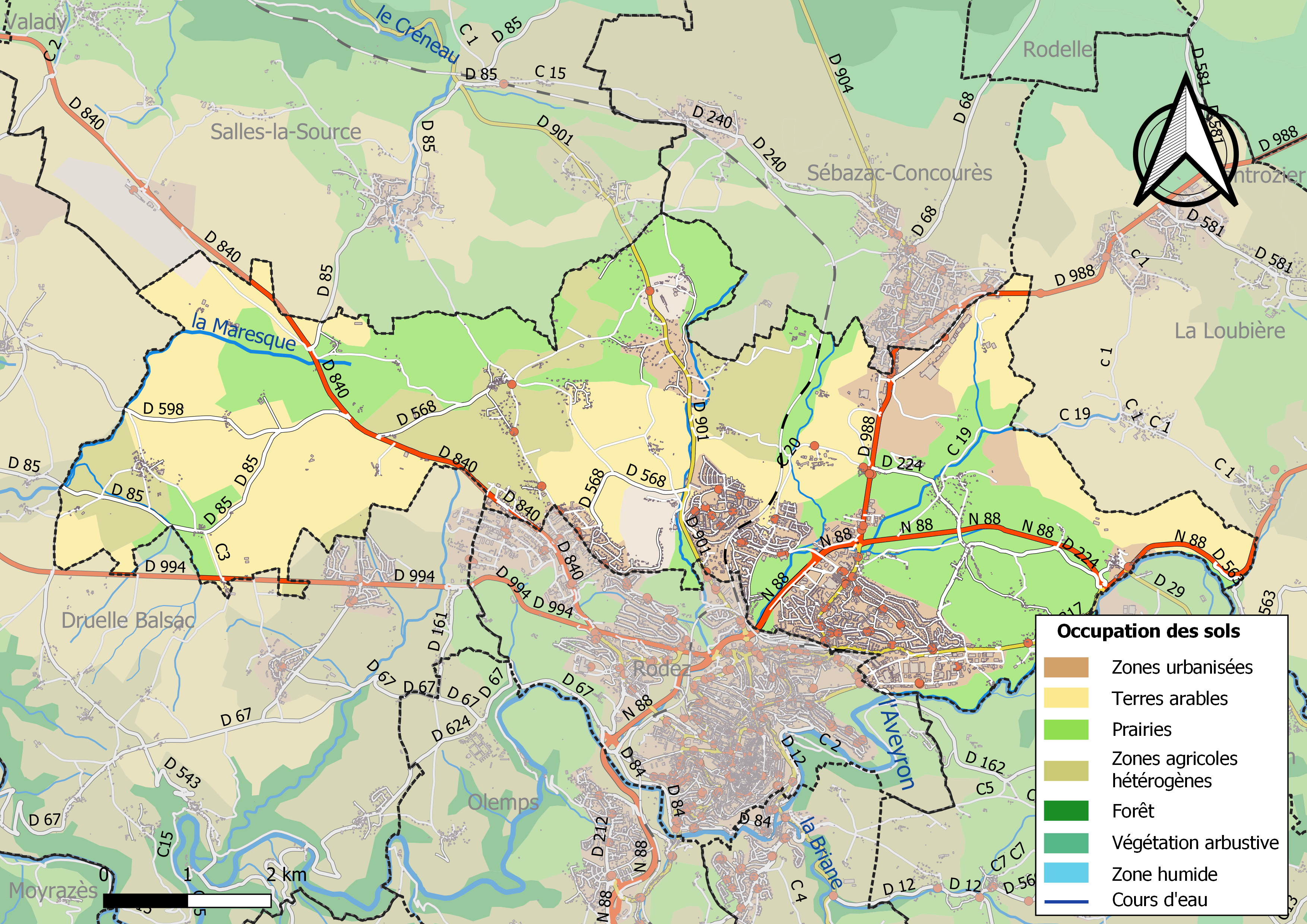
奥内堡土地利用情况地图

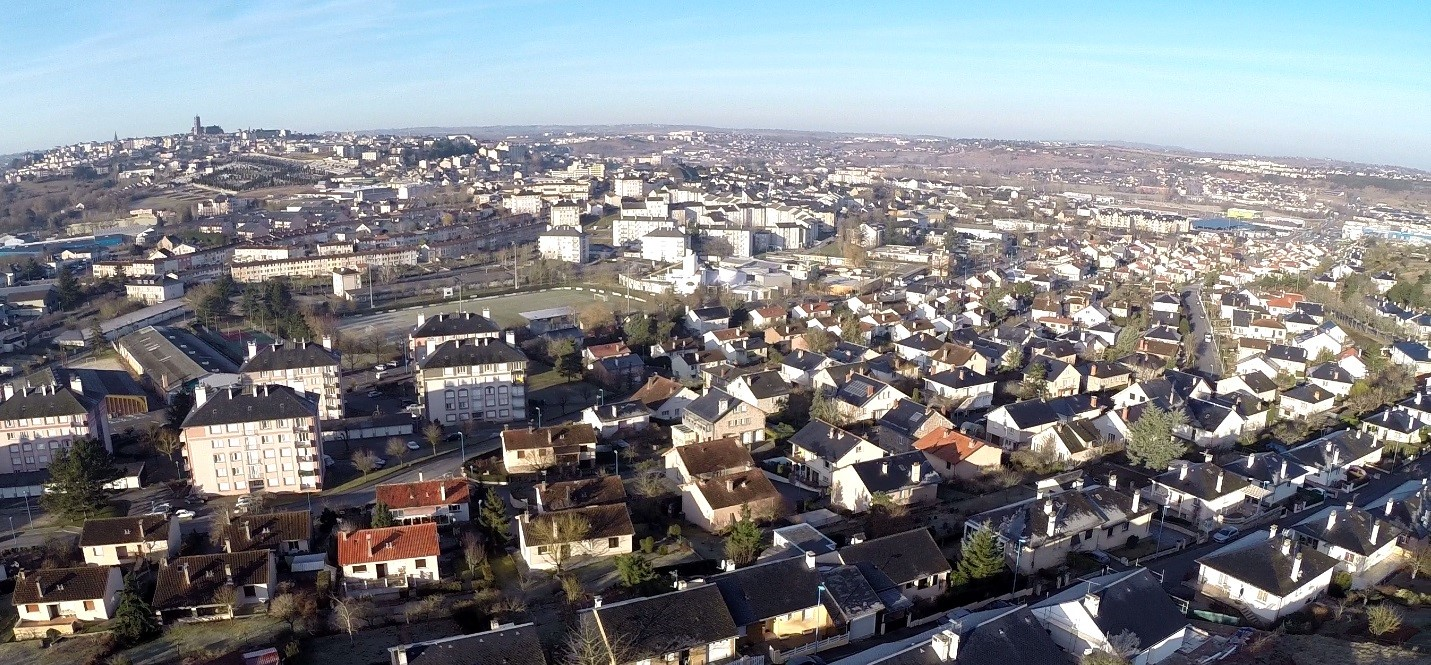
航拍奥内堡镇中心

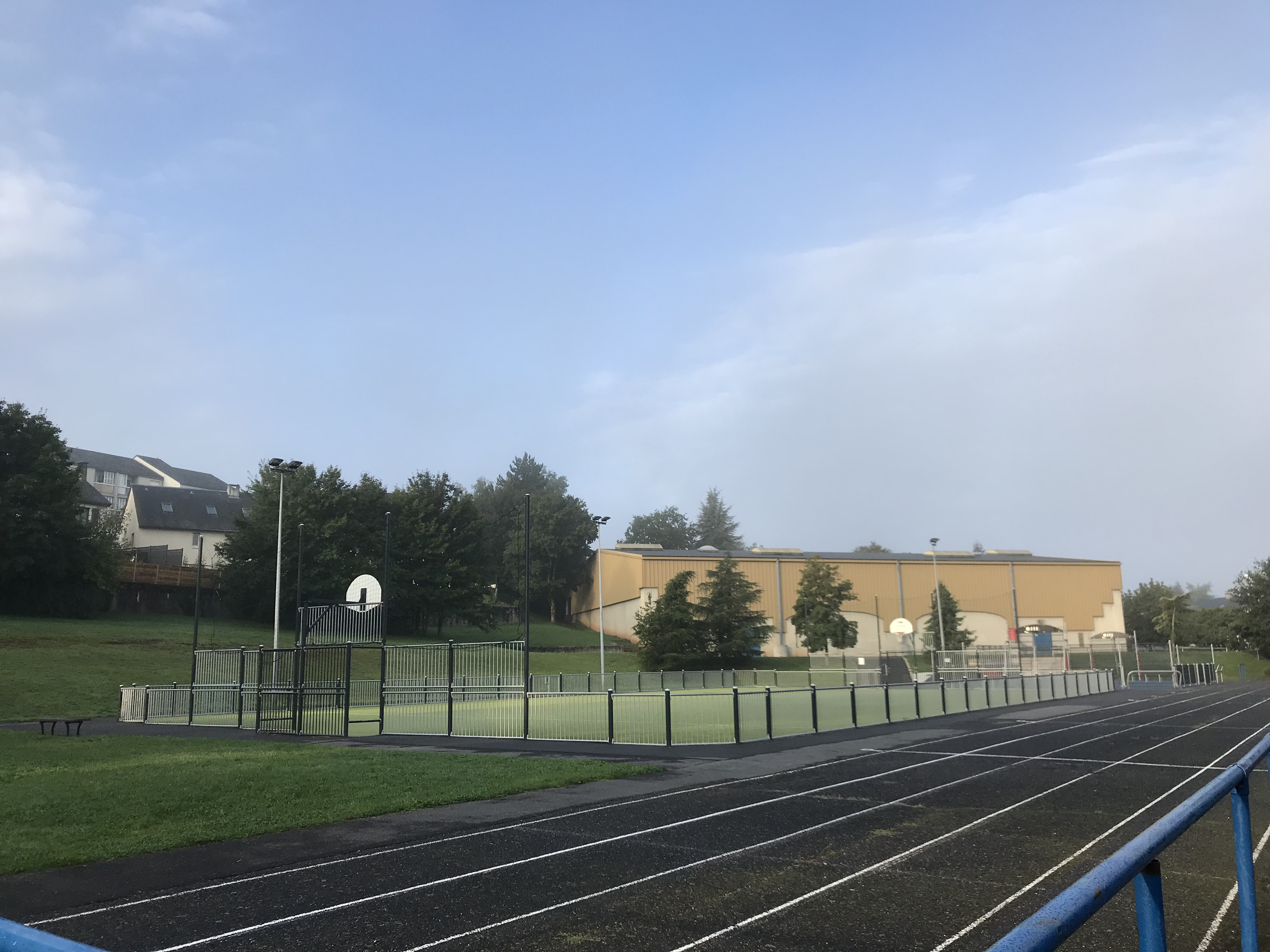
一处社区体育场

### 教育
奥内堡属于图卢兹学区。截至2021年1月1日，奥内堡境内共有1所幼儿园、5所小学、2所初级中学和1所农业高中，其中1所高中开设有大学校预科班。2021至2022学年度，奥内堡境内共有在校中等教育阶段学生805名。

### 医疗
截至2021年1月1日，奥内堡境内共有全科医生4名、保健师15名、牙医5名、护士11名、助产士2名。境内共有药房4家、残疾人帮扶中心2家。
距离奥内堡最近的区域性医疗机构为罗德兹医疗集团，其主病区雅克·皮埃尔医院（Hôpital Jacques Puel）位于罗德兹市区，距离奥内堡市区的正常车程大约7分钟，设有床位433个，是当地规模最大的公立综合性医院。

### 住房
2019年，奥内堡境内共有各类住房6,091套，其中49.6%为独立式居民区，49.6%为集中式居民区。常住房屋占奥内堡市镇范围内居民建筑总量的92.1%。
在住房保障政策方面，2021年，奥内堡境内共有1,149户家庭获得了住房经济补助，受益人数占总人口数量的9.7%，其中1,109份为房租补助。

### 商业
2021年，奥内堡境内共有各类实体商铺304家，其中餐厅27家、大型超市7家、杂货店1家、面包房5家、肉铺5家、书店1家、银行门店4家、美容美发店18家、汽车维修店34家。市区北部建有大型开放式商业街区，有E.Leclerc、迪卡侬、Darty、Gifi、Kiabi等商场。

### 体育
2021年，奥内堡境内共有1家游泳池、3间体育馆、2座综合体育场、28处网球场、2处马术场、5处足球或橄榄球场、4处篮球或排球场以及1处高尔夫球场。
截至2023年9月，奥内堡境内共有两家注册足球俱乐部。罗德兹足球俱乐部（编号505909）是当地的代表性足球队，成立于1929年，其主队2023至2024赛季参加法国足球乙级联赛（法国第二级别），其训练场为拉罗克综合球场（Stade Synthétique de la Roque），主场为位于罗德兹市区的保罗·利尼翁球场。

### 环境
奥内堡的环境事务由其所属的罗德兹城市圈公共社区联合各级政府协调负责。2021年，奥内堡境内共有1家污染企业。

### 治安
奥内堡及其附近的共4个市镇是罗德兹国家宪兵队（zone police de Rodez）的管辖范围。2020年，该宪兵队累计记录各类案件1,317起，其中盗窃类案件541起，经济类案件123起，毒品交易类案件127起。

## 文化

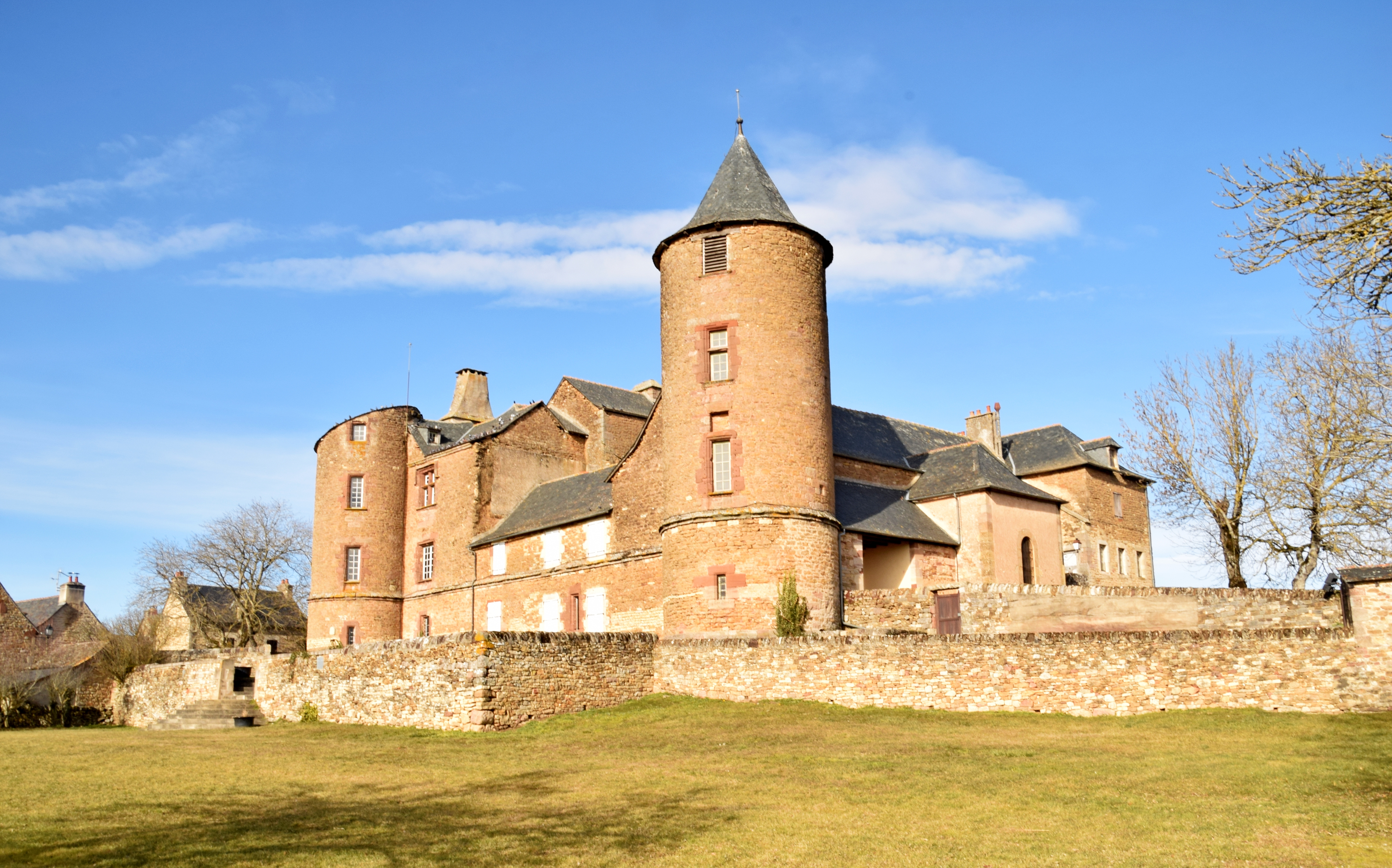
奥内堡城堡

2021年，奥内堡境内暂无任何文化设施。奥内堡境内建有保罗·热拉尔迪尼多媒体中心（Médiathèque Paul Géraldini），每周二至六向公众开放。

### 建筑
奥内堡境内有多处历史建筑，其中手工艺者圣约瑟夫教堂、奥内堡城堡等为法国国家文物保护单位，圣迈姆教堂（Église Saint-Mayme de Saint-Mayme）、圣马丁德利穆兹教堂（Église de Saint-Martin-de-Limouze）等亦是当地的地标性建筑物。

### 旅游
奥内堡的旅游事务由其所属的罗德兹城市圈公共社区负责。2023年，奥内堡境内共有7家酒店共计195间房间。

### 媒体
法国主要的媒体均可在奥内堡接收，法国电视三台下属的奥克西塔尼大区频道在部分时段播出奥内堡所在阿韦龙省的地方新闻。《南部追寻》、《阿韦龙中央报》、《自由南方》、蓝色法兰西奥克西塔尼广播、奥克西塔尼电视台等为当地主要的地方性媒体。

## 相关人物
法国雕塑家让·绍沙尔出生于奥内堡。

## 友好城市
截至2023年9月，奥内堡共与一座城市建立了友好城市关系：
- 德国 施泰高拉赫